# Plateforme de l'unité nationale
La Plateforme de l'unité nationale, (National Unity Platform en anglais, NUP) est un parti politique ougandais créé en décembre 2004 par Moses Nkonge Kibalama. La formation portait initialement le nom de Parti de l'unité, de la réconciliation et du développement national (National Unity, Reconciliation and Development Party, NURP).
Le député et chanteur Robert Ssentamu —  de son nom de scène Bobi Wine — en prend la tête le 14 juillet 2020, en amont de sa candidature à l'élection présidentielle de janvier 2021, au cours de laquelle il devient le principal opposant au président Yoweri Museveni,.
En juillet 2024, les locaux du NUP sont encerclés par la police et l'armée pour empêcher la tenue d'une conférence de presse, préalable à une manifestation contre la corruption. La manifestation est interdite. Trois députés du NUP sont arrêtés.
En avril 2025, la conférence de presse du NUP visant à lancer sa campagne pour les élections générales de 2026 (en) est interrompue par l'arrivée de l'armée qui encercle le siège du NUP.
En juin 2025, Bobi Wine candidate à l'élection présidentielle de 2026.

## Résultats

### Législatives
| Année | Voix      | %  | Rang | Sièges   | +/- |
| ----- | --------- | -- | ---- | -------- | --- |
| 2021  | 1 347 929 | 57 | 2e   | 57 / 529 | Nv  |